# Magisterio en España

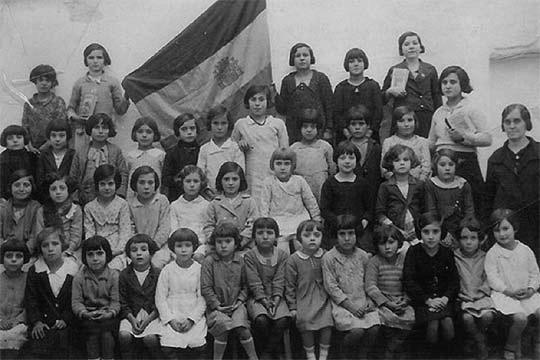
Una maestra y su clase en la localidad de El Saucejo (Sevilla), hacia 1931, en los inicios de la Segunda República Española que prestó especial atención a la mejora de la educación en España.

El magisterio en España se refiere a los maestros de la educación infantil y de la enseñanza primaria, primer escalón del sistema educativo español.

## Historia
Véase también Historia de la educación en España.

### El magisterio durante la Segunda República Española
Los primeros decretos o principios aprobados en la II República fueron:
- Reorganización del Consejo de Instrucción Pública (órgano asesor del Ministerio de Educación en aquella época), cuyo presidente fue Miguel de Unamuno (rector).
- Supresión de la enseñanza religiosa obligatoria: este tema se plasmará publicando un decreto sobre congregaciones y confesiones religiosas. Este, regula y suprime la obligatoriedad de la enseñanza de la religión, basándose en la libertad religiosa y la libertad de conciencia del niño y del maestro.
- Creación de las Misiones Pedagógicas. Supondría una continuación de la idea de la Institución Libre de Enseñanza (ILE) llamada “la extensión universitaria” y el objetivo era extender la cultura general o modernización docente, la educación en aldeas, villas y lugares que lo necesiten, fundamentalmente en población rural y la educación ciudadana.
- Bilingüismo: se defiende o reivindica desde Cataluña. Se expresará en un Decreto de 1931 en el que se reconoce la existencia de distintas lenguas. El Decreto dice, que en el caso catalán, la enseñanza se practicará en lengua materna hasta los 8 años en la escuela, bien castellano o bien catalán.
- La atención a la escuela primaria, ya que se pensaba que era la piedra angular de la educación. Se propusieron la construcción de 27 000 escuelas (el reto más importante) para escolarizar al millón de niños que no asistían a la escuela, ya que en aquel momento no había. La creación se haría a través de un Plan Quinquenal:
  - 1.er año: 7000 escuelas.
  - 2.º año: 5000 escuelas.
  - 3.er año: 5000 escuelas.
  - 4.º año: 5000 escuelas.
  - 5.º año: 5000 escuelas.

El problema fue que necesitaban financiación, cerca de 400 000 000 (cuatrocientos millones) de pesetas a través de la deuda pública. Hay que darse cuenta de que en este momento hay una recesión económica mundial (el crack del 29). Al final, no se construyeron las escuelas que se pensaban.
Se intenta dotar de una ley educativa acorde con el pensamiento de la II República, y Lorenzo Luzuriaga fue quien elaboró el documento con los siguientes principios básicos:
- La educación pública deber ser una función esencial del Estado. No obstante, puede delegar en la región, en el municipio… siempre que estas entidades justifiquen solvencia económica y cultural. Se acepta la existencia de la enseñanza privada siempre que no persiga fines políticos o partidistas.
- Laicismo: La educación pública debe ser laica. La escuela debe dar información sólo sobre la historia de las religiones como otra materia más, con especial referencia a la religión católica. Si los padres lo solicitasen, el Estado debería poner los medios oportunos para suministrar esta enseñanza religiosa, pero siempre fuera de la escuela.
- La enseñanza deber ser gratuita, especialmente en la primaria. Para la Universidad se reservará un 25% de matrícula gratuita.
- La educación debe tener un carácter activo y creador, también permanente, dando cursos de perfeccionamiento al profesorado.
- La educación pública debe tener un carácter social, la escuela debe integrarse en la sociedad y por tanto, deberá de haber una mayor conexión entre los padres y la comunidad educativa.
- Defienden la coeducación, es decir, la educación mixta, donde los niños y niñas deben de formarse juntos conforme a un mismo programa, y esta idea sería aplicable a todos los grados de enseñanza.
- La educación pública constituye un todo unitario, integrado por 3 niveles con comunicación entre ellos:
  - Primaria. Tendría 2 modalidades: voluntaria (4-6 años) y Básica (6-12 años)
  - Secundaria. Consistiría en 2 ciclos: prolongación de primaria (12-15 años) y preparación para cursos universitarios (15-18 años)
  - Superior o tramo universitario
- El profesorado: Se necesita que el docente esté convencido del programa pedagógico para que este no fracase, necesitándose por lo tanto, una concienciación y preparación adecuadas por parte de los maestros. Asimismo, se produjo una notable mejora de las retribuciones de los docentes. En cuanto a su número, los cálculos más conservadores reflejan un aumento en las plazas de maestro de 37 500 a 50 500 entre abril de 1931 y abril de 1935.[2]

Durante la II República nos encontramos con dos momentos diferenciados: El Bienio Progresista (1931-1933) y el Bienio Conservador (1934-1936):

#### Primer bienio de la Segunda República Española (1931-1933)
En 1931 se regula la educación de adultos a través del Decreto del Patronato de Misiones Pedagógicas, que supone un gran precedente de la Animación Sociocultural. Los destinatarios serían la gente que habita las zonas más alejadas, desatendidas o deprimidas del territorio español. Tendrían un enfoque educativo, cultural, pero no instructivo ya que se quiere dinamizar la motivación, estímulos o disfrute cultural más que los contenidos o alfabetización en sentido estricto. Su objetivo era difundir la cultura general, la orientación docente y la educación ciudadana en aldeas, villas y lugares con atención especial a la población rural. Las actividades que se llevaban a cabo eran de carácter:
- Cultural: bibliotecas populares, lecturas públicas, conferencias sobre temáticas variadas (sanitarias, agrarias), sesiones de cine, etc…
- Social: reuniones con los responsables de las misiones, conferencias con temática política…
- Socioeducativo: actividades que tienen conexión directa con elementos de la educación formal, como cursillos de perfeccionamiento para maestros de la zona.

En 1932 se crea la sección de Pedagogía en la Facultad de Filosofía y Letras de la Universidad de Madrid, lo que supuso la incorporación de estudios pedagógicos a la Universidad. En ese mismo año se aprueba el Decreto sobre la Inspección de la Primera Enseñanza, y en ella se percibía a los inspectores como facilitadotes de aprendizaje, que pueden y deben orientar a los profesores, y tendrán un perfil técnico-pedagógico. Este decreto supuso una revolución. Se crea también la Inspección General de Segunda Enseñanza, en las mismas líneas que la Primaria, pero más adelante en el tiempo. También se aprueba el Decreto de Inamovilidad de los Inspectores, ya que antes, cuando molestaba un inspector, se le enviaba a otro lugar. De este modo se propicia que pudieran trabajar con independencia, autonomía y estabilidad para ejercer su profesión y se considera una medida muy importante. Se crean a su vez, las Juntas de Inspectores, para que coordinen esfuerzos.
En 1933 se aprueba la Ley de Confesiones y Congregaciones Religiosas, donde se elimina al estamento eclesiástico de las funciones docentes y al retirarlo, se crea la Junta de Sustituciones, lo que significaba, que cuando un profesor no podía acudir a sus clases, le sustituía otro maestro.
Se aprueba una pequeña reforma de la Universidad, donde, entre otras medidas, se toma nota de las reclamaciones de los alumnos y se eliminan los exámenes de cada asignatura.[cita requerida]
Se crea la Universidad de Verano Internacional de Santander donde se comenzaron a dar clases también a europeos atraídos por la mejora del sistema educativo español. Su sede quedó fijada en el Palacio de la Magdalena de esa ciudad, que anteriormente fue residencia de verano de los Reyes de España entre 1913 y 1930 por donación del Ayuntamiento de Santander al rey Alfonso XIII. Después de la guerra civil que acabó con la República, la universidad pasaría a cambiar su denominación republicana por la denominación franquista "Universidad Internacional Menéndez Pelayo".

#### Segundo bienio de la Segunda República Española (1934-1936)
Etapa de retroceso (popularmente llamada en su momento "contrarreforma") en la que se pierden muchos de los aspectos que habían puesto la educación en España a la altura de las principales potencias mundiales. Las elecciones de 1933 dieron el poder a la CEDA, un partido de coalición de los sectores reaccionarios y tradicionalistas de la derecha española. Algunas de las consecuencias en la política republicana en el campo de la educación fueron:
- Prohibición de la coeducación en escuelas primarias, por lo que, niños y niñas estudian por separado y se pretendió extender a más.
- Supresión de la Inspección Central de Educación, argumentando que no había presupuestos para ello.
- Supresión del Decreto de Inamovilidad de los Inspectores.
- En la Universidad, se suprime la representación estudiantil en los órganos de gobierno.
- La consecuente disminución del número de alumnos.[4]

### El magisterio durante el franquismo
Posiblemente el colectivo de funcionarios que fue objeto de una depuración más dura y exhaustiva por parte del bando sublevado fue el cuerpo de maestros nacionales a los que un decreto del 10 de diciembre de 1936 de la Junta Técnica del Estado, en los inicios de la guerra civil española, les advertía que «no se volverá a tolerar, ni menos a proteger y subvencionar, a los envenenadores del alma popular». Muchos de ellos, además, fueron asesinados. «La finalidad de la depuración era inicialmente la destrucción de la obra escolar republicana, acabar con el laicismo, la coeducación, la organización democrática de la enseñanza y el espíritu de innovación pedagógica», afirma Santiago Vega Sombría. En su lugar se proponían implantar una educación reaccionaria, antiliberal, agresivamente nacionalista española y ultracatólica. La depuración de los maestros ―a los que se hacía responsables de la «caótica» situación de España― y de los enseñantes en general, se reguló en el Decreto 66 de 8 de noviembre de 1936 (aunque las depuraciones habían comenzado mucho antes por orden de las autoridades militares), en cuyo preámbulo se decía lo siguiente:

El hecho de que durante décadas el Magisterio en todos sus grados y cada vez con más raras excepciones haya estado influido y casi monopolizado por ideologías e instituciones disolventes, en abierta oposición con el genio y tradición nacional, hace preciso que en los solemnes momentos que atravesamos se lleve a cabo una revisión total y profunda en el personal de Instrucción Pública, trámite previo a una reorganización radical y definitiva de la enseñanza, extirpando así de raíz esas falsas doctrinas que con sus apóstoles han sido los principales factores de la trágica situación a que fue llevada nuestra patria.

La Orden creaba cuatro comisiones: la A que se ocuparía de la depuración del personal de las universidades; la B de las escuelas de Arquitectura, de Ingeniería y de Comercio; la C del profesorado de los institutos de Segunda enseñanza y las Escuelas Normales y los inspectores de Primera Enseñanza; y la D que depuraría el personal de Enseñanza Primaria, incluidos los no docentes. Esta última estaría presidida en cada provincia por el director del Instituto de Segunda Enseñanza de la capital e integrada por un inspector de Primera Enseñanza, el presidente de la ‘’Asociación de Padres de Familia’’ y dos personas de «máximo arraigo y solvencia moral y técnica». En la Circular de la Comisión de Cultura y Enseñanza de la Junta Técnica del Estado dirigida a los miembros de las Comisiones Depuradoras de 7 de diciembre de 1936, firmada por José María Pemán, se les decía, después de culpar de todo los males a la Institución Libre de Enseñanza,  que «es preciso combatir resueltamente el sistema seguido desde hace más de un siglo de honrar y enaltecer a los inspiradores del mal».
Santiago Vega Sombría ha estudiado los expedientes de depuración de la Comisión D de la provincia de Segovia. Fueron 703 los maestros afectados, de los que 184, es decir un 26,2% del total, fueron sancionados y 518 fueron confirmados en sus cargos. De los 184 sancionados, 57 fueron dados de baja en el escalafón y separados del servicio; 45 fueron suspendidos de empleo y sueldo y trasladados forzosamente fuera de la provincia y 42 con la misma sanción pero con el traslado forzoso dentro de la provincia; 20 fueron sancionados con la suspensión de empleo y sueldo e inhabilitación; y por último 21 fueron inhabilitados para cargos directivos y de confianza. «Los maestros depurados en la provincia de Segovia, un 25,2%, constituían la vanguardia del Magisterio, aquellos maestros deseosos de llevar las innovaciones pedagógicas a las escuelas. Muchos de ellos escribían en revistas especializadas como Magisterio Segoviano, que precisamente dirigía Ángel Gracia (fusilado en agosto de 1936), colaboraban en la prensa de información general... o daban conferencias por toda la provincia».

#### El proceso de depuración
La incoación de los expedientes por las comisiones depuradoras seguía las siguientes fases:
- Apertura del expediente
- Recepción de informes
- Pliegos de cargos
- Escritos de descargo
- Propuestas de resolución.

A las Comisiones se les otorgaba el derecho de reclamar a las distintas autoridades, además de a los centros y a las personas necesarias, informes sobre la conducta profesional, particular, social y actuaciones políticas de la persona objeto de depuración. Según la normativa depuradora, las Comisiones debían pedir al menos cuatro informes diferentes: al Alcalde, Cura o Párroco, Jefe de la Guardia Civil y de un padre de familia bien considerado, que vivieran donde estuviera ubicada la escuela e individuo objeto de investigación. Estos informes fueron la base fundamental sobre la que se asentó la depuración. En el caso de que los miembros de la comisión obtuvieran suficientes pruebas contra el acusado, se procedía a formular un pliego de cargos, donde se recogían todas las acusaciones recibidas. Por otro lado, a los propios acusados se les pedía información respecto a otros compañeros.
Una vez recibidos dichos informes, la Comisión los estudiaba y formulaba unos cargos que se le comunicaba al maestro/a en cuestión. Al maestro se le permitía realizar un escrito de descargo. Estos escritos eran de gran importancia ya que la resolución de los mismos condicionaría su vida y su futuro. Proclamaban su inocencia e indignación ante las acusaciones presentadas, y se hacían alusiones a que las acusaciones podían ser debidas a antiguas rencillas, envidias, o falsos testimonios emitidos contra el maestro/a en cuestión. Además la comisión depuradora no otorgaba ninguna credibilidad a los escritos en los que tan sólo se negaban las acusaciones, sino que tenían que argumentar su defensa. Por otro lado exaltaban las referencias nacionales y el papel del Caudillo. Pero resultó muy difícil que las comisiones aceptaran dichos escritos, ya que mediante los pliegos de cargos habían recabado mucha información y siempre tenían acusaciones de las que poder valerse para poder acusar a un maestro o maestra. 
Tenía como máximo diez días para remitir dicho escrito a la Comisión Depuradora, y para aportar datos concluyentes sobre su defensa, teniéndolo que entregar al Presidente de la Comisión Depuradora o enviarlo por correo certificado. Lo que se puede deducir de este corto periodo de tiempo, es que estaba prefijado a conciencia para que a los maestro/as expedientados no tuviesen la mínima posibilidad de defenderse. Evidentemente este plazo era muy corto, ya que cuando le notificaban a un maestro/a acerca de su informe, en el caso de que tuvieran que presentar datos para alegar su defensa, se encontraba con el que el plazo había finalizado. 
Si no era localizada la persona en cuestión por medio del Boletín de la provincia, se le pedía que se presentara frente a la comisión depuradora, y si en este caso tampoco se presentaba, se procedía el expediente sin tener en cuenta al profesor/a en cuestión. Los profesores para poder defenderse, era necesario que acreditaran su buena conducta, pidiéndole ayuda a los vecinos, a representantes de profesiones prestigiosas, autoridades como el párroco, Alcalde y Guardia Civil, y también en la escuela. Lo que resultaba muy contradictorio ya que eran los mismos que habían emitido el informe desfavorable. Una cuestión importante es que se sucedían denuncias privadas, en la mayoría de las ocasiones emitidas por personas anónimas, en las que las autoridades pedían la máxima colaboración para contribuir a la llamada causa nacional.
Una vez completado el expediente, y formuladas las propuestas de resolución del mismo, la Comisión tenía que enviarlas a la Comisión de Cultura y Enseñanza, que tendría que informar a la Presidencia de la Junta Técnica del Estado la confirmación en el cargo, el traslado del maestro o maestra en cuestión o la separación definitiva del servicio. También podía establecer la suspensión de empleo y sueldo aunque el expediente estuviese en tramitación. Las distintas soluciones a las que podría llegar el Ministerio de Educación eran muy diversas y de diferente índole e importancia. 
Por un lado la resolución podía emitirse con la confirmación en el cargo, lo cual suponía cese del expediente. Este tipo de resolución se aplicó a aquellos maestros que se consideraban aptos según los ideales y exigencias del nuevo régimen. Por otro lado, podía decretar la separación definitiva del servicio y la baja en el escalafón. Esta fue la sanción más dura y con mayor repercusión en el cuerpo del magisterio, ya que suponía la prohibición de ejercer. Una cuestión decisiva para que la resolución del expediente fuese la separación del cuerpo, era haber estado afiliado a la F.E.T.E (Federación de Trabajadores de la Enseñanza de la Unión General de Trabajadores).
Otra posible resolución era el traslado forzoso, que fue también una de las sanciones más graves, ya que se trataba de alejar a determinados docentes de su lugar de trabajo. La prohibición de solicitar vacantes solía ir unida a ella. La prohibición de solicitar una vacante se imponía durante dos o cinco años. También se podía acordar la suspensión temporal, o provisional de empleo y sueldo, o en algunos casos la jubilación forzosa. También pérdida de sueldos dejados de percibir, es decir, la pérdida de una parte del sueldo mientras se tramitaba el expediente correspondiente. También la inhabilitación para el desempeño de cargos directivos y de confianza. Este tipo de sanción iba dirigida para el profesorado que era sospechoso, aunque no se había podido demostrar nada. Y por último la inhabilitación para ejercer la enseñanza, que incluía la enseñanza privada.
A partir de la Orden de 10 de febrero de 1939 (Boletín Oficial del Estado de 1939) se dio la oportunidad de recurrir la sanción. En el artículo 11 de esta Ley se señalaba que, «con la finalidad de lograr una mayor igualdad en las resoluciones, se permitiría la reapertura de los expedientes, cuando ésta resultara justificada por la aparición de nuevos elementos de juicio que pudieran aconsejar la modificación de la resolución adoptada en su día».
El magisterio quedó muy mermado después de la depuración. La purga fue muy grande, y la mayoría de los maestros/as de un modo u otro sintieron el miedo, la frustración y la incertidumbre ante este inesperado proceso, que alteró en todos los sentidos a la educación.

### El magisterio durante la Transición democrática
Existían varias especialidades de Magisterio según la Ley General de Educación de 1970:
- Diplomatura en Formación del Profesorado de EGB. Especialidad en Ciencias
- Diplomatura en Formación del Profesorado de EGB. Especialidad en Ciencias Humanas
- Diplomatura en Formación del Profesorado de EGB. Especialidad en Filología (Francesa o Inglesa)
- Diplomatura en Formación del Profesorado de EGB. Especialidad en Educación Física
- Diplomatura en Formación del Profesorado de EGB. Especialidad en Preescolar
- Diplomatura en Formación del Profesorado de EGB. Especialidad en Educ. Especial (Pedagogía Terap.)
- Diplomatura en Formación del Profesorado de EGB. Especialidad en Educación Especial, Audición y L.
- Diplomatura en Formación del Profesorado de EGB. Especialidad en Educación Musical
- Diplomatura en Formación del Profesorado de EGB. Especialidad en Lengua Española e idioma moderno (Francés/Inglés)
- Diplomatura en Formación del Profesorado de EGB. Especialidad en Lengua Española y cooficial de comunidad

### El magisterio en la LOGSE de 1990
En el sistema educativo español existen las siguientes especialidades de magisterio, de acuerdo con la LOGSE:
- Magisterio en Educación Infantil: son los maestros tutores que atienden a niños entre 0 y 6 años, esta etapa educativa no es obligatoria, pero al ser gratuita de 3 a 6 años, cada vez  en España más niños y niñas la realizan. Los maestros de Infantil ayudan a la mejora en el desarrollo psicomotriz, cognitivo y social de sus alumnos.
- Magisterio en Educación Primaria: son los maestros tutores de los niños entre 6 y 12 años. En 2007 se convocaron las oposiciones propias de esta especialidad en algunas comunidades autónomas de España tras numerosos años sin convocarlas. En años anteriores los maestros de primaria se veían obligados a presentarse por otra especialidad cualquiera de magisterio para dar clase en los centros públicos.
- Magisterio en Educación Musical: son los maestros especialistas que imparten la asignatura de Música a niños en etapa de Educación Primaria Obligatoria
- Magisterio en Educación Física: son los maestros especialistas que imparten la asignatura de Educación Física a niños en etapa de Educación Primaria
- Magisterio en Educación Especial, también llamados maestros en Magisterio en Pedagogía Terapéutica: son los maestros especialistas que o bien son maestros tutores de los niños escolarizados en Educación Básica Obligatoria o son maestros de apoyo en colegios e institutos, encargándose de reforzar los aprendizajes de los niños y adolescentes escolarizados en la modalidad de integración en Primaria y Secundaria. Es necesario resaltar que la duración de la Educación Básica Obligatoria difiere de la duración de la Educación Primaria Obligatoria, pudiendo estar el alumno escolarizado en un centro de Educación Especial desde los 3 hasta los 20 años, por tanto los maestros en Pedagogía Terapéutica en numerosas ocasiones son los encargados de impartir docencia a alumnos con Necesidades Educativas Especiales que estarían en edad de ser atendidos por maestros de Educación Infantil o profesores de Educación Secundaria Obligatoria.
- Magisterio en Audición y Lenguaje: son los maestros especialistas que o bien son maestros tutores de los niños escolarizados en centros de integración preferente de sordos o son maestros de apoyo en colegios ordinarios, de integración o de educación especial, encargándose de estimular la adquisición del lenguaje oral de los niños escolarizados en Educación Primaria o Educación Básica Obligatoria, respectivamente. En este último caso les sería también de aplicación lo dispuesto en el párrafo anterior sobre las edades del alumnado al que atienden.
- Magisterio en Lengua Extranjera: son los maestros especialistas que o bien son maestros tutores de los niños de Educación Primaria Obligatoria escolarizados en centros bilingües o imparten la asignatura correspondiente a su especialidad (generalmente Inglés o Francés) en colegios no bilingües.

Con la nueva adaptación de carreras universitarias al Plan Bolonia, estas diplomaturas se sustituyen por dos Grados de cuatro años:
- El Grado de Maestro/a en Educación Primaria. la LOE regula este grado:

El Título de Grado en Educación Primaria cuenta con una detallada regulación legal. La Ley Orgánica 2/2006, de 3 de mayo, en su artículo 93, conforma la profesión de Maestro en Educación Primaria como profesión regulada, cuyo ejercicio requiere estar en posesión del correspondiente Título oficial de Grado. Dicho artículo establece, además, que “la Educación Primaria será impartida por maestros que tendrán competencia en todas las áreas de este nivel” y que “la enseñanza de la educación musical, de la educación física, de los idiomas extranjeros o de aquellas otras enseñanzas que determine el Gobierno, previa consulta a las Comunidades Autónomas, serán impartidas por maestros con la especialización o cualificación correspondiente”.
En el último año de carrera o durante ella se cursan algunas asignaturas optativas ofertadas por las universidades que cualifican al estudiante en alguna especialidad para dar clase de ella.
Las mayormente expuestas son:
- Educación Física
- Lengua Extranjera
- Educación Musical
- Educación Especial

- El Grado de Maestro en Educación Infantil. La LOE regula este grado:

El Título de Grado que se presenta en esta Memoria es conforme a las normas reguladoras del ejercicio de la profesión de Maestro en Educación Infantil de acuerdo con la Resolución de 17 de diciembre de 2007, de la Secretaría de Estado de Universidades e Investigación, por la que se publica el Acuerdo de Consejo de Ministros de 14 de diciembre de 2007 (BOE número 305, de 21 de diciembre, Anexo II, punto 3), por el que se establecen las condiciones a las que deberán adecuarse los planes de estudios conducentes a la obtención de Títulos que habiliten para el ejercicio de la profesión regulada de Maestro en Educación Infantil.
En las comunidades autónomas españolas con lengua oficial propia (Galicia, Cataluña, Islas Baleares, Comunidad Valenciana, País Vasco y alguna zonas de Navarra), las facultades de educación exigen a los estudiantes la superación de un mínimo de 90 horas de formación sobre la lengua vernácula correspondiente, lo que les habilita para ejercer el magisterio en escuelas públicas de esos territorios. Asimismo también es obligada por parte de las facultades la oferta de una serie de asignaturas optativas y de libre elección sobre literatura, historia o geografía del territorio. Los maestros graduados por otras comunidades autónomas deben acreditar el conocimiento de la lengua propia de la comunidad a través de un examen si pretenden presentarse en el territorio.
Asimismo para impartir clase de religión tanto en Primaria como en Secundaria es necesaria una especialización consistente en cursar una serie de asignaturas optativas y de libre elección relacionadas con la teología de la confesión correspondiente. Tras aprobarlas el estudiante obtiene en el caso de la religión católica el Certificado de Idoneidad. En España existen maestros especialistas en religión católica, islámica, evangélica y hebrea. El currículo de esta asignatura lo dicta la jerarquía de cada confesión, si bien es examinado y aprobado por el Ministerio de Educación. Los maestros de Educación Religiosa no disfrutan del mismo estatus que el resto de los docentes de Primaria y este suele variar función del color político del gobierno de cada comunidad autónoma. En el mejor de los casos son considerados contratados laborales de la Administración correspondiente, pero en ningún caso son funcionarios. Sus contratos se renuevan discrecionalmente cada curso por las autoridades religiosas del territorio aunque su sueldo lo paga la Consejería de Educación correspondiente.